# Farma Życia
Farma Życia – ośrodek pobytu stałego i pracy oraz terapii i rehabilitacji osób dotkniętych autyzmem i innymi problemami związanymi ze spektrum autystycznym. Ośrodek ten znajduje się w Więckowicach k. Krakowa, w gminie Zabierzów w powiecie krakowskim.
Swoją formą nawiązuje do farmy - zabudowy mieszkalnej, podporządkowanej i ściśle zintegrowanej z rozległym gospodarstwem rolnym, gwarantującym wykorzystanie przez autystyków możliwości przyrodniczych.
Pomysłodawcą i realizatorem, nie tylko pierwszego w Polsce, lecz także w Europie Środkowej założenia tego typu jest krakowska Fundacja Wspólnota Nadziei, pozarządowa organizacja pożytku publicznego powołana w 1998 w celu aktywizacji, uspołeczniania dorosłych autystyków, a także młodzieży z tego typu zaburzeniami. Założona przez Jerzego Perzanowskiego fundacja zrzesza m.in. rektora UJ prof. dr hab. Karola Musioła (przewodniczący Rady Fundacji), ma na celu ratowanie osób z autyzmem poprzez umożliwianie im samodzielnego na miarę swoich możliwości życia, aktywnej pracy i odpoczynku zgodnie z warunkami dostosowanych do specyfiki zaburzenia. Asumptem do rozwinięcia tej koncepcji są prowadzone przez autystyków i ich opiekunów gospodarstwa wiejskie w zachodniej Europie (m.in. w Holandii, Irlandii i Niemczech).
W Więckowicach Farma Życia istnieje od września 2005 i wciąż jest rozbudowywana. W obecnym stanie Farma składa się z dwóch budynków mieszkalnych z szerokim zapleczem umożliwiającym pracę i rehabilitację oraz rozległego obszaru (ok. 7 ha) przeznaczonego na prowadzenie wielofunkcyjnego gospodarstwa ekologicznego.
Oprócz 8 mieszkańców Farmy, do pracy i na zajęcia aktywizujące zgłasza się ponad 30 osób dojeżdżających, głównie mieszkańców Krakowa, których część ma w przyszłości zamieszkać w tym ośrodku. W celu umożliwienia rozwoju zawodowego i artystycznego prowadzi się szkolenia zawodowe, warsztaty rozwoju komunikacji i pracę na terenie Farmy Życia w branży rolniczej (uprawa warzyw, owoców przeznaczonych do produkcji zdrowej żywności), stolarskiej oraz rękodzieła artystycznego. Celem tych zajęć jest także przygotowanie autystyków do wejścia w struktury wolnego rynku pracy, lub pracy chronionej. Prowadzona jest także opieka nad pensjonariuszami mieszkającymi na Farmie gwarantujący nie tylko ich bezpieczeństwo, lecz także ćwiczenia rehabilitacyjne i aktywny odpoczynek.
Docelowym punktem Fundacji jest sfinalizowanie realizacji budowy kompleksu kilku budynków na Farmie, z których pięć będzie pełniło funkcję mieszkalną (dla ok. 30 osób), jeden o charakterze gospodarczym i największy obiekt przeznaczony na ośrodek zdrowia i aktywności dla osób z autyzmem. Oprócz gabinetów lekarskich, biur i stołówki z jadalnią mają się znajdować pomieszczenia do zajęć rehabilitacyjnych, ćwiczeń sportowych, nauki zawodu. Architektura ośrodka jest dostosowana do okolicznego, jurajskiego krajobrazu i gospodarki, którą w znacznej części tworzy rolnictwo.